# آدام گادلی
آدام گادلی (به انگلیسی: Adam Godley) (زاده ۲۲ ژوئیه ۱۹۶۴)، بازیگر انگلیسی است.
از فیلم‌های معروف او می‌توان به بازی در فیلم جاسوسان ورشو، الیزابت: دوران طلایی، ننی مک‌فی، پرونده‌های مجهول ۲، جاعل و همچنین سریال بریکینگ بد اشاره کرد.